# Zjavoronok
Zjavoronok (russisk: Жаворонок) er en sovjetisk spillefilm fra 1964 af Nikita Kurikhin og Leonid Menaker.

## Medvirkende
- Vjatjeslav Gurenkov som Ivan
- Gennadij Jukhtin som Pjotr
- Valerij Pogoreltsev som Aleksej
- Valentin Skulme